# 4 août aux Jeux olympiques d'été de 2020
Navigation
Juillet :
- 21
- 22
- 23
- 24
- 25
- 26
- 27
- 28
- 29
- 30
- 31

Août : 
- 1er
- 2
- 3
- 4
- 5
- 6
- 7
- 8

Le mercredi 4 août aux Jeux olympiques d'été de 2020 est le quinzième jour de compétition.

## Programme
| Heure UTC+09:00 (Japon)                       |               |
| bleu                                          | Cérémonie     |
| neutre                                        | Épreuve       |
| or                                            | Finale        |
| orange                                        | Petite finale |
| rose                                          | Reporté       |
| gris                                          | Annulé        |
| Compétition masculine                         | Hommes        |
| Compétition féminine                          | Femmes        |
| Compétition mixte (hommes et femmes mélangés) | Mixte         |
| Compétition en couple (1 homme et 1 femme)    | Couple        |
| modifier                                      |               |

| Horaire | Discipline Spécialité | Discipline Spécialité                       | Discipline Spécialité                         | Phase               | Résultats                                                                       | Références |
| ------- | --------------------- | ------------------------------------------- | --------------------------------------------- | ------------------- | ------------------------------------------------------------------------------- | ---------- |
| 6 h 30  |                       | Natation 10 km eau libre                    | Compétition femmes                            | Finale              | Ana Marcela Cunha · Sharon van Rouwendaal · Kareena Lee                         |            |
| 7 h 30  |                       | Golf Compétition féminine (Tour 1)          | Compétition femmes                            | Tour de compétition | -                                                                               | -          |
| 9 h     |                       | Athlétisme Décathlon (100 m)                | Compétition hommes                            | Tour de compétition | -                                                                               | -          |
| 9 h     |                       | Athlétisme Lancer du javelot                | Compétition hommes                            | Qualifications      | -                                                                               | -          |
| 9 h     |                       | Athlétisme Heptathlon (100 m haies)         | Compétition femmes                            | Tour de compétition | -                                                                               | -          |
| 9 h     |                       | Athlétisme Décathlon (Saut en longueur)     | Compétition hommes                            | Tour de compétition | -                                                                               | -          |
| 9 h     |                       | Athlétisme Heptathlon (Saut en hauteur)     | Compétition femmes                            | Tour de compétition | -                                                                               | -          |
| 9 h     |                       | Athlétisme 110 m haies                      | Compétition hommes                            | Demi-finale         | -                                                                               | -          |
| 9 h     |                       | Athlétisme 400 m haies                      | Compétition femmes                            | Finale              | Sydney McLaughlin · Dalilah Muhammad · Femke Bol                                |            |
| 9 h     |                       | Athlétisme Décathlon (Lancer du poids)      | Compétition hommes                            | Tour de compétition | -                                                                               | -          |
| 9 h     |                       | Beach-volley Tournoi masculin               | Compétition hommes                            | Quart de finale     | Ilya Leshukov et Konstantin Semenov 0-2 Anders Mol et Christian Sørum           |            |
| 10 h    |                       | Beach-volley Tournoi masculin               | Compétition hommes                            | Quart de finale     | Mārtiņš Pļaviņš et Edgards Točs 2-0 Alison Cerutti et Álvaro Morais Filho       |            |
| 9 h     |                       | Skateboard Park                             | Compétition femmes                            | Tours préliminaires | -                                                                               | -          |
| 9 h     |                       | Skateboard Park                             | Compétition femmes                            | Finale              | Sakura Yosozumi · Kokona Hiraki · Sky Brown                                     |            |
| 9 h     |                       | Volley-ball Tournoi féminin                 | Compétition femmes                            | Quart de finale     | Corée du Sud 3-2 Turquie                                                        |            |
| 9 h 30  |                       | Canoë-kayak (course en ligne) K1 200 m      | Compétition hommes                            | Séries              | -                                                                               | -          |
| 9 h 30  |                       | Canoë-kayak (course en ligne) C1 200 m      | Compétition femmes                            | Séries              | -                                                                               | -          |
| 9 h 30  |                       | Canoë-kayak (course en ligne) K1 500 m      | Compétition femmes                            | Séries              | -                                                                               | -          |
| 9 h 30  |                       | Canoë-kayak (course en ligne) K2 1 000 m    | Compétition hommes                            | Séries              | -                                                                               | -          |
| 9 h 30  |                       | Canoë-kayak (course en ligne) K1 200 m      | Compétition hommes                            | Quart de finale     | -                                                                               | -          |
| 9 h 30  |                       | Canoë-kayak (course en ligne) C1 200 m      | Compétition femmes                            | Quart de finale     | -                                                                               | -          |
| 9 h 30  |                       | Canoë-kayak (course en ligne) K1 500 m      | Compétition femmes                            | Quart de finale     | -                                                                               | -          |
| 9 h 30  |                       | Canoë-kayak (course en ligne) K2 1 000 m    | Compétition hommes                            | Quart de finale     | -                                                                               | -          |
| 9 h 30  |                       | Handball Tournoi féminin                    | Compétition femmes                            | Quart de finale     | Monténégro 26-32 Russie                                                         |            |
| 10 h    |                       | Basket-ball Tournoi féminin                 | Compétition femmes                            | Quart de finale     | Chine 70-77 Serbie                                                              |            |
| 10 h    |                       | Plongeon Haut-vol à 10 m                    | Compétition femmes                            | Demi-finale         | -                                                                               | -          |
| 10 h    |                       | Tennis de table Par équipes                 | Compétition femmes                            | Demi-finale         | Chine 3-0 Allemagne                                                             |            |
| 10 h 30 |                       | Hockey sur gazon Tournoi féminin            | Compétition femmes                            | Demi-finale         | Pays-Bas 5-1 Grande-Bretagne                                                    |            |
| 12 h    |                       | Baseball Tournoi masculin                   | Compétition hommes                            | Quart de finale     | République dominicaine 1-3 États-Unis                                           |            |
| 13 h    |                       | Volley-ball Tournoi féminin                 | Compétition femmes                            | Quart de finale     | République dominicaine 0-3 États-Unis                                           |            |
| 13 h 15 |                       | Handball Tournoi féminin                    | Compétition femmes                            | Quart de finale     | Norvège 26-22 Hongrie                                                           |            |
| 13 h 40 |                       | Basket-ball Tournoi féminin                 | Compétition femmes                            | Quart de finale     | Australie 55-79 États-Unis                                                      |            |
| 13 h 50 |                       | Haltérophilie Plus de 109 kg (groupe B)     | Compétition hommes                            | Tour de compétition | -                                                                               | -          |
| 14 h    |                       | Boxe Poids mouches (moins de 51 kg)         | Compétition femmes                            | Demi-finale         | -                                                                               | -          |
| 14 h    |                       | Boxe Poids welters (moins de 69 kg)         | Compétition femmes                            | Demi-finale         | -                                                                               | -          |
| 14 h    |                       | Boxe Poids super-lourds (plus de 91 kg)     | Compétition hommes                            | Demi-finale         | -                                                                               | -          |
| 14 h    |                       | Boxe Poids mi-lourds (moins de 81 kg)       | Compétition hommes                            | Finale              | Arlen López · Benjamin Whittaker · Imam Khataev et Loren Alfonso                |            |
| 14 h    |                       | Water-polo Tournoi masculin                 | Compétition hommes                            | Quart de finale     | États-Unis 8-12 Espagne                                                         |            |
| 14 h 30 |                       | Tennis de table Par équipes                 | Compétition hommes                            | Demi-finale         | Chine 3-0 Corée du Sud                                                          |            |
| 14 h 30 |                       | Voile 470                                   | Compétition hommes                            | Finale              | Mathew Belcher · Anton Dahlberg · Jordi Xammar                                  |            |
| 14 h 30 |                       | Voile 470                                   | Compétition femmes                            | Finale              | Hannah Mills · Agnieszka Skrzypulec · Camille Lecointre                         |            |
| 15 h    |                       | Plongeon Haut-vol à 10 m                    | Compétition femmes                            | Finale              | Quan Hongchan · Chen Yuxi · Melissa Wu                                          |            |
| 15 h 30 |                       | Cyclisme sur piste Vitesse individuelle     | Compétition hommes                            | Qualifications      | -                                                                               | -          |
| 15 h 30 |                       | Cyclisme sur piste Keirin                   | Compétition femmes                            | 1er tour            | -                                                                               | -          |
| 15 h 30 |                       | Cyclisme sur piste Vitesse individuelle     | Compétition hommes                            | 32e de finale       | -                                                                               | -          |
| 15 h 30 |                       | Cyclisme sur piste Keirin                   | Compétition femmes                            | Repêchages          | -                                                                               | -          |
| 15 h 30 |                       | Cyclisme sur piste Vitesse individuelle     | Compétition hommes                            | Repêchages          | -                                                                               | -          |
| 15 h 30 |                       | Cyclisme sur piste Poursuite par équipes    | Compétition hommes                            | Finale              | Italie · Danemark · Australie                                                   |            |
| 15 h 30 |                       | Cyclisme sur piste Vitesse individuelle     | Compétition hommes                            | 16e de finale       | -                                                                               | -          |
| 15 h 30 |                       | Cyclisme sur piste Vitesse individuelle     | Compétition hommes                            | Repêchages          | -                                                                               | -          |
| 15 h 30 |                       | Water-polo Tournoi masculin                 | Compétition hommes                            | Quart de finale     | Grèce 10-4 Monténégro                                                           |            |
| 17 h    |                       | Escalade Combiné                            | Compétition femmes                            | Qualifications      | -                                                                               | -          |
| 17 h    |                       | Handball Tournoi féminin                    | Compétition femmes                            | Quart de finale     | Suède 39-30 Corée du Sud                                                        |            |
| 17 h    |                       | Volley-ball Tournoi féminin                 | Compétition femmes                            | Quart de finale     | Serbie 3-0 Italie                                                               |            |
| 17 h 20 |                       | Basket-ball Tournoi féminin                 | Compétition femmes                            | Quart de finale     | Japon 86-65 Belgique                                                            |            |
| 18 h 20 |                       | Water-polo Tournoi masculin                 | Compétition hommes                            | Quart de finale     | Italie 6-10 Serbie                                                              |            |
| 18 h 30 |                       | Athlétisme Décathlon (Saut en hauteur)      | Compétition hommes                            | Tour de compétition | -                                                                               | -          |
| 18 h 30 |                       | Athlétisme 1 500 m                          | Compétition femmes                            | Demi-finale         | -                                                                               | -          |
| 18 h 30 |                       | Athlétisme Heptathlon (Lancer du poids)     | Compétition femmes                            | Tour de compétition | -                                                                               | -          |
| 18 h 30 |                       | Athlétisme 400 m                            | Compétition femmes                            | Demi-finale         | -                                                                               | -          |
| 18 h 30 |                       | Athlétisme 3 000 m steeple                  | Compétition femmes                            | Finale              | Peruth Chemutai · Courtney Frerichs · Hyvin Jepkemoi                            |            |
| 18 h 30 |                       | Athlétisme Lancer du marteau                | Compétition hommes                            | Finale              | Wojciech Nowicki · Eivind Henriksen · Paweł Fajdek                              |            |
| 18 h 30 |                       | Athlétisme Heptathlon (200 m)               | Compétition femmes                            | Tour de compétition | -                                                                               | -          |
| 18 h 30 |                       | Athlétisme 800 m                            | Compétition hommes                            | Finale              | Emmanuel Korir · Ferguson Rotich · Patryk Dobek                                 |            |
| 18 h 30 |                       | Athlétisme Décathlon (400 m)                | Compétition hommes                            | Tour de compétition | -                                                                               | -          |
| 18 h 30 |                       | Athlétisme 200 m                            | Compétition hommes                            | Finale              | Andre De Grasse · Kenneth Bednarek · Noah Lyles                                 |            |
| 19 h    |                       | Baseball Tournoi masculin                   | Compétition hommes                            | Demi-finale         | Corée du Sud 2-5 Japon                                                          |            |
| 19 h    |                       | Équitation Saut d'obstacles par équipes     | Compétition mixte (hommes et femmes ensemble) | Qualifications      | -                                                                               | -          |
| 19 h    |                       | Hockey sur gazon Tournoi féminin            | Compétition femmes                            | Demi-finale         | Argentine 2-1 Inde                                                              |            |
| 19 h 30 |                       | Natation synchronisée Duo (programme libre) | Compétition femmes                            | Finale              | ROC · Chine · Ukraine                                                           |            |
| 19 h 30 |                       | Tennis de table Par équipes                 | Compétition hommes                            | Demi-finale         | Japon 2-3 Allemagne                                                             |            |
| 19 h 50 |                       | Haltérophilie Plus de 109 kg (groupe A)     | Compétition hommes                            | Finale              | Lasha Talakhadze · Ali Davoudi · Man Asaad                                      |            |
| 19 h 50 |                       | Water-polo Tournoi masculin                 | Compétition hommes                            | Quart de finale     | Hongrie 15-11 Croatie                                                           |            |
| 20 h 45 |                       | Handball Tournoi féminin                    | Compétition femmes                            | Quart de finale     | France 32-22 Pays-Bas                                                           |            |
| 21 h    |                       | Basket-ball Tournoi féminin                 | Compétition femmes                            | Quart de finale     | Espagne 64-67 France                                                            |            |
| 21 h    |                       | Beach-volley Tournoi masculin               | Compétition hommes                            | Quart de finale     | Julius Thole et Clemens Wickler 0-2 Viacheslav Krasilnikov et Oleg Stoyanovskiy |            |
| 22 h    |                       | Beach-volley Tournoi masculin               | Compétition hommes                            | Quart de finale     | Ahmed Tijan et Cherif Younousse 2-0 Daniele Lupo et Paolo Nicolai               |            |
| 21 h 30 |                       | Volley-ball Tournoi féminin                 | Compétition femmes                            | Quart de finale     | Brésil 3-1 ROC                                                                  |            |

## Tableaux des médailles
| Rang  | Nation          | Or | Argent | Bronze | Total |
| ----- | --------------- | -- | ------ | ------ | ----- |
| 1     | Grande-Bretagne | 2  | 1      | 1      | 4     |
| 2     | Japon           | 2  | 1      | 0      | 3     |
| 3     | États-Unis      | 1  | 3      | 1      | 5     |
| 4     | Pologne         | 1  | 1      | 2      | 4     |
| 4     | Ukraine         | 1  | 1      | 2      | 4     |
| 6     | Kenya           | 1  | 1      | 1      | 3     |
| 7     | Iran            | 1  | 1      | 0      | 2     |
| 8     | Australie       | 1  | 0      | 2      | 3     |
| 9     | ROC             | 1  | 0      | 1      | 2     |
| 10    | Brésil          | 1  | 0      | 0      | 1     |
| 10    | Canada          | 1  | 0      | 0      | 1     |
| 10    | Cuba            | 1  | 0      | 0      | 1     |
| 10    | Géorgie         | 1  | 0      | 0      | 1     |
| 10    | Italie          | 1  | 0      | 0      | 1     |
| 10    | Ouganda         | 1  | 0      | 0      | 1     |
| 16    | Suède           | 0  | 2      | 0      | 2     |
| 17    | Pays-Bas        | 0  | 1      | 2      | 3     |
| 18    | Chine           | 0  | 1      | 0      | 1     |
| 18    | Danemark        | 0  | 1      | 0      | 1     |
| 18    | Hongrie         | 0  | 1      | 0      | 1     |
| 18    | Kirghizistan    | 0  | 1      | 0      | 1     |
| 18    | Norvège         | 0  | 1      | 0      | 1     |
| 23    | Allemagne       | 0  | 0      | 2      | 2     |
| 24    | Azerbaïdjan     | 0  | 0      | 1      | 1     |
| 24    | Bulgarie        | 0  | 0      | 1      | 1     |
| 24    | Égypte          | 0  | 0      | 1      | 1     |
| 24    | Espagne         | 0  | 0      | 1      | 1     |
| 24    | France          | 0  | 0      | 1      | 1     |
| 24    | Serbie          | 0  | 0      | 1      | 1     |
| 24    | Syrie           | 0  | 0      | 1      | 1     |
| Total | Total           | 17 | 17     | 21     | 55    |

| Rang  | Nation | Or | Argent | Bronze | Total |
| ----- | ------ | -- | ------ | ------ | ----- |
| 1     |        |    |        |        |       |
| 2     |        |    |        |        |       |
| 3     |        |    |        |        |       |
| 4     |        |    |        |        |       |
| 5     |        |    |        |        |       |
| Total |        |    |        |        |       |